# Tarn Taran
Tarn Taran là một thành phố và là nơi đặt hội đồng đô thị (municipal council) của quận Amritsar thuộc bang Punjab, Ấn Độ.

## Nhân khẩu
Theo điều tra dân số năm 2001 của Ấn Độ, Tarn Taran có dân số 55.587 người. Phái nam chiếm 53% tổng số dân và phái nữ chiếm 47%. Tarn Taran có tỷ lệ 67% biết đọc biết viết, cao hơn tỷ lệ trung bình toàn quốc là 59,5%: tỷ lệ cho phái nam là 70%, và tỷ lệ cho phái nữ là 63%. Tại Tarn Taran, 12% dân số nhỏ hơn 6 tuổi.